# Giuseppe Fiorelli (autore)
Peppino Fiorelli al secolo Giuseppe Fiorelli (Napoli, 5 maggio 1904 – Roma, 6 agosto 1960) è stato un paroliere e compositore italiano.

## Carriera
È autore di centinaia di canzoni di cui prevalentemente firma il testo; di alcuni brani è anche autore della musica.
Nel 1944, per infondere nuovo ottimo alla sua città, ancora piagata dal passaggio della guerra, scrive i versi di Simmo 'e Napule paisà, su musica di Nicola Valente.
Durante il Festival di Sanremo 1952 il brano di Fiorelli, scritto con Mario Ruccione, si classifica al quarto posto: si tratta di Madonna delle rose interpretato da Oscar Carboni. L'anno dopo scrive per il terzo Festival di Sanremo Domandatelo con Vincenzo Baselice.
Nel 1955 il brano Buongiono tristezza, scritto con Mario Ruccione ed interpretato da Claudio Villa e Tullio Pane, vince il quinto Festival di Sanremo.
L'anno seguente, sempre collaborando con Ruccione, compone il brano Albero caduto, che viene eseguito da Ugo Molinari e si classifica settimo al Festival di Sanremo.
Un suo brano trionfa nuovamente alla kermesse sanremese nel 1957, durante il 7º Festival; si tratta di Corde della mia chitarra, scritta sempre con Ruccione ed interpretata da Claudio Villa e Nunzio Gallo, che lo propone anche all'Eurovision Song Contest, dove si classifica sesto.